# 新安街道 (吉林市)
新安街道，是中华人民共和国吉林省吉林市龙潭区下辖的一个乡镇级行政单位。

## 行政区划
新安街道下辖以下地区：
滨江社区、南宁社区、吉安社区、林安社区、绿园社区和扬州社区。